# 兵工厂港

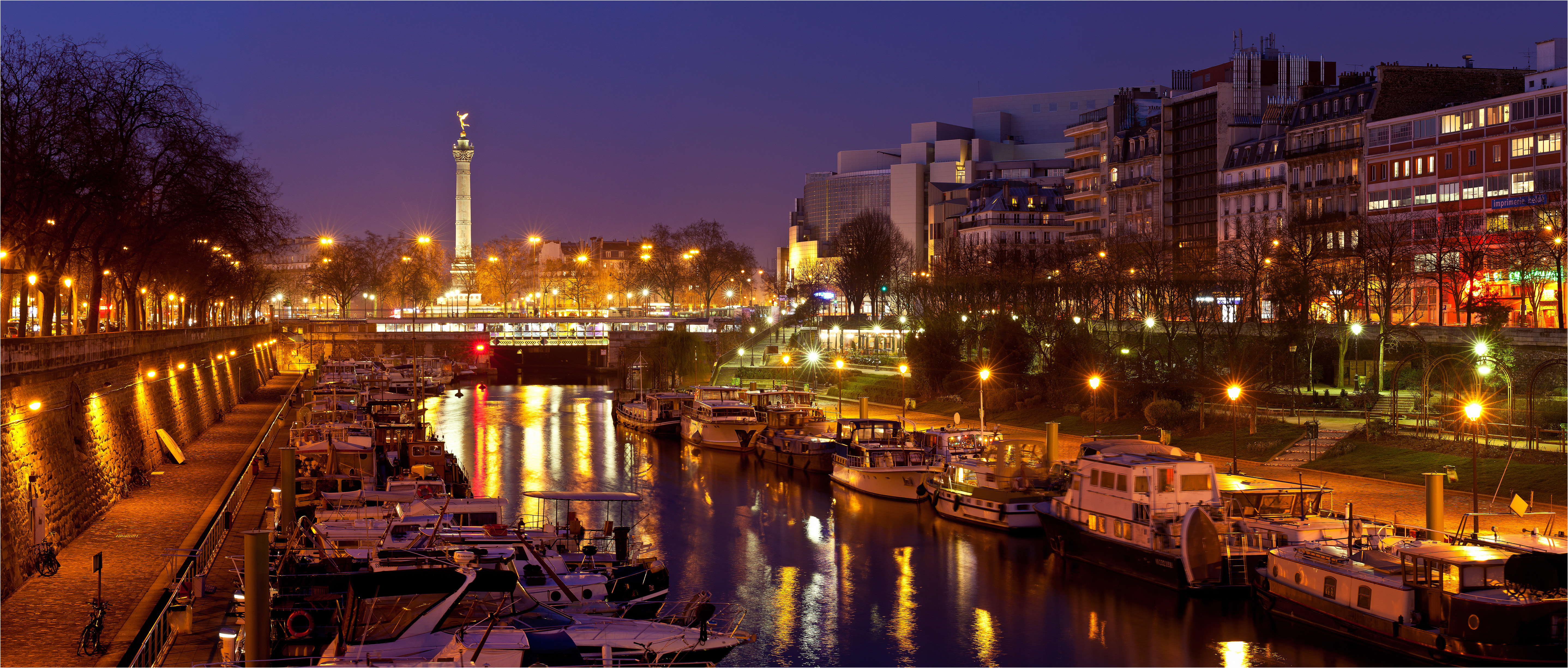
兵工厂港的夜景

兵工厂港（法語：Port de l'Arsenal，發音：[pɔʁ də laʁsənal]），又称兵工厂港池（Bassin de l'Arsenal，[basɛ̃ -]），是巴黎的一个船只停泊处，位于圣马丁运河上，得名于历史上的巴黎兵工厂。港口北至巴士底广场，南至塞纳河。港口也是巴黎十二区和巴黎第四区分界的一部分。

## 參看
- 巴黎水上巴士